# James Reid
James Reid (Buckie, Moray, 8 de març de 1875 – Buckie, 19 de març de 1957) va ser un tirador escocès que va competir a començaments del segle xx.
El 1912 va prendre part en els Jocs Olímpics d'Estocolm, amb la participació en dues proves del programa de tir. Va guanyar la medalla de plata en la prova de rifle militar per equips, mentre en rifle lliure, 600 metres fou tretzè.